# Ballongfartyget No 1
Ballongfartyget No 1 var en pråm med en öppningbar hangar för en förankrad vätgasballong. Ballongen användes för optisk spaning. Ballongen var försedd med en korg för en officer, utrustad med goda kikare och telefon till ballongfartyget. Den kunde släppas upp med en 600 meter lång kabel till en höjd av c.a 500 meter.
Fartyget fick inga efterföljare. En förankrad ballong i varierande vind utgör ett oroligt underlag, vilket försvårar spaningen.